# Монтгомері (Алабама)
Монтгомері (англ. Montgomery) — місто (англ. city) в США, в окрузі Монтгомері штату Алабама, столиця та друге за кількістю мешканців місто штату Алабама, а також адміністративний центр округу. Населення — 200 603 особи (2020).

## Історія
Засноване в 1817 році. Статус міста з 1819 року. До європейської колонізації на лівому березі річки Алабама проживало плем'я алабама. Першим білим, який відвідав ці місця, був іспанський дослідник Ернандо де Сото. Очолювана ним експедиція вивчила місцевість в 1540 році. Наступне відвідування району європейцями відбулося більш ніж через століття, коли експедиція з Кароліни спустилася по річці Алабама в 1697 році. Першим постійним білим поселенцем в районі Монтгомері був Джеймс МакКуїн, шотландський торговець, який оселився там в 1716 році. Він одружився з родичкою вождя місцевого племені, надалі їх діти асимілювалися серед індіанців. Після поразки французів у Семирічній війні посилилося проникнення англійців на територію нинішньої Алабами. Під тиском англійців алабама і споріднені їм племена відкочевали на південний захід. Їхнє місце зайняли племена криків, що відступали з півночі під натиском черокі та ірокезів.

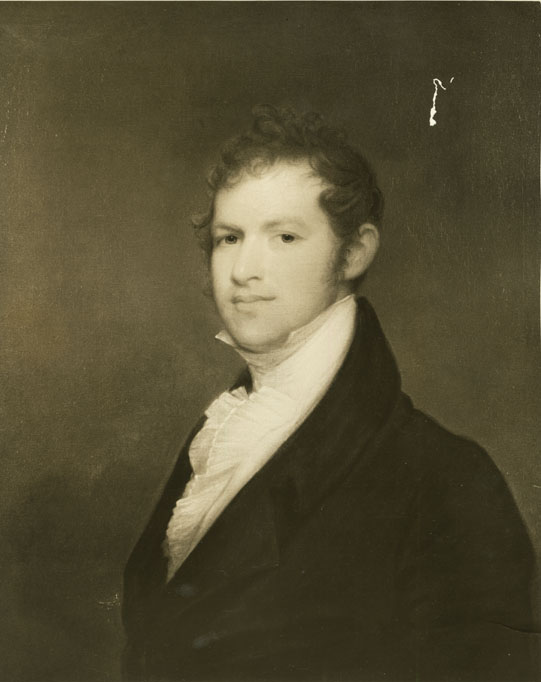
Засновник міста Ендрю Декстер молодший

У 1785 році Авраам Мордехай, ветеран Війни за незалежність з сефардської єврейської сім'ї у Філадельфії, організував торговий пост на березі річки. Він також одружився з дівчиною з місцевого племені. Мордехай створив першу плантацію бавовни на території Алабами. Крики пручалися колонізації території, вбиваючи білих поселенців і руйнуючи ферми. Тим не менш, у результаті тривалих контактів з європейцями серед криків з'явилася і стала поступово розширюватися група людей, які прагнули до модернізації архаїчного суспільства тубільців. Протиріччя між традиціоналістами та прихильниками поновлення привели спочатку до громадянської війни всередині самих індіанських спільнот, а потім до спроби криків і приєдналися до них племен (за таємної підтримки Великої Британії) повністю знищити білих на території між Міссісіпі і Атлантичним океаном. Крикська війна обернулася для індіанців поразкою, від якої вони вже не оговталися.
З серпня 1814 року Алабама була відкрита для широкомасштабної колонізації і сюди хлинув потік переселенців. У 1816 році був утворений округ Монтгомері. Перша група американських поселенців на чолі з генералом Джоном Скоттом заснувала місто Алабама приблизно у 3 кілометрах вниз за течією річки від сучасного центру міста. У червні 1818 року туди був переведни з Форт-Джексона окружний суд. Незабаром після цього Ендрю Декстер заснував Нову Філадельфію на Козиному пагорбі в сучасній східній частині міста. Нова Філадельфія швидко розвивалася, Скотт та його товариші побудували нове місто поруч, називавши його Східною Алабамою. Міста об'єдналися 3 грудня 1819 в місто Монтгомері. Місто швидко розвивається завдяки торгівлі бавовною.
У 1822 році Монтгомері став адміністративним центром округу, а у 1846 в Монтгомері була перенесена з Тускалуса столиця штату Алабама. Місто було першою столицею Конфедерації, тут проходив конвент Конфедерації. 18 лютого 1861 року в Монтгомері відбулась інавгурація Джефферсона Девіса. Місто було взяте армією Союзу в 1865 році. Зростання міста пов'язане з будівництвом залізниць.
У 1886 році Монтгомері став першим містом в Сполучених Штатах, що створив систему громадського транспорту на основі трамваїв. Це послужило причиною того, що місто стало також одним з перших в США, де велика частина населення переїхала в передмістя. Від'їзд білих мешканців міста у передмістя привів до скорочення податкової бази, зростання чисельності афроамериканців та створення великих чорних гетто. В останні роки Монтгомері робить активні спроби диверсифікувати свою економіку. Активне відновлення йде в центрі міста, згідно прийнятого у 2007 році генплану. Ремонтуються раніше занедбані будівлі, створюються місця для громадського відпочинку на набережній.
Серед визначних місць капітолій штату (State Capitol), у якому розміщувались законодавчі збори Конфедерації; Білий дім Конфедерації (White House of Confederacy), будинок Джефферсона Девіса, художній музей (Museum of Fine Arts), церква баптистів на проспекті Декстера (Dexter Avenue Church), пастором якої був Мартін Лютер Кінг.

## Географія
Монтгомері розташоване в центральній частині штату, на річці Алабама у прибережній рівнині Мексиканської затоки за координатами 32°20′47″ пн. ш. 86°16′7″ зх. д. / 32.34639° пн. ш. 86.26861° зх. д. (32.346251, -86.268593). За даними Бюро перепису населення США в 2010 році місто мало площу 419,38 км², з яких 413,27 км² — суходіл та 6,11 км² — водойми.

### Клімат
Місто розташоване в зоні субтропічного океанічного клімату, з типовими для цього регіону довгим, жарким і дощовим літом, короткою помірно-прохолодною зимою, м'якими весною та осінню. Снігопади рідкісні і трапляються раз на кілька років.
| Клімат : Монтгомері                                 | Клімат : Монтгомері | Клімат : Монтгомері | Клімат : Монтгомері | Клімат : Монтгомері | Клімат : Монтгомері | Клімат : Монтгомері | Клімат : Монтгомері | Клімат : Монтгомері | Клімат : Монтгомері | Клімат : Монтгомері | Клімат : Монтгомері | Клімат : Монтгомері | Клімат : Монтгомері |
| Показник                                            | Січ.                | Лют.                | Бер.                | Квіт.               | Трав.               | Черв.               | Лип.                | Серп.               | Вер.                | Жовт.               | Лист.               | Груд.               | Рік                 |
| Абсолютний максимум, °C                             | 28,3                | 29,4                | 32,2                | 34,4                | 37,2                | 41,1                | 41,7                | 41,1                | 41,1                | 37,8                | 31,1                | 29,4                | 41,7                |
| Середній максимум, °C                               | 14,1                | 16,6                | 20,9                | 24,8                | 28,9                | 32,1                | 33,4                | 33,3                | 30,7                | 25,7                | 20,6                | 15,3                | 24,7                |
| Середній мінімум, °C                                | 2,1                 | 4,0                 | 7,4                 | 10,9                | 15,9                | 20,1                | 21,9                | 21,7                | 18,4                | 11,9                | 6,6                 | 3,0                 | 12,1                |
| Абсолютний мінімум, °C                              | −17,8               | −20,6               | −8,3                | −2,2                | 4,4                 | 8,9                 | 15,0                | 13,3                | 3,9                 | −3,3                | −10,6               | −15                 | −20,6               |
| Середня кількість сонячних годин на місяць          | 153,1               | 166,0               | 219,4               | 250,8               | 267,4               | 261,8               | 262,1               | 251,9               | 226,4               | 228,3               | 171,4               | 153,1               | 2611,7              |
| Норма опадів, мм                                    | 118                 | 134                 | 151                 | 102                 | 90                  | 103                 | 133                 | 101                 | 101                 | 74                  | 117                 | 123                 | 1348                |
| Днів з опадами                                      | 10,1                | 8,9                 | 8,7                 | 7,7                 | 7,6                 | 9,7                 | 11,5                | 9,1                 | 6,9                 | 6,7                 | 7,5                 | 9,8                 | 104,2               |
| Днів зі снігом                                      | 0,1                 | 0,0                 | 0,1                 | 0,1                 | 0,0                 | 0,0                 | 0,0                 | 0,0                 | 0,0                 | 0,0                 | 0,0                 | 0,1                 | 0,4                 |
| Вологість повітря, %                                | 69.8                | 66.5                | 66.0                | 66.8                | 70.6                | 71.7                | 75.7                | 76.0                | 73.9                | 71.1                | 71.7                | 70.9                | 70.9                |
| --------------------------------------------------- | ------------------- | ------------------- | ------------------- | ------------------- | ------------------- | ------------------- | ------------------- | ------------------- | ------------------- | ------------------- | ------------------- | ------------------- | ------------------- |
| Джерело: NOAA (relative humidity and sun 1961−1990) |                     |                     |                     |                     |                     |                     |                     |                     |                     |                     |                     |                     |                     |

## Демографія
Згідно з переписом 2010 року, у місті мешкали 205 764 особи в 81 486 домогосподарствах у складі 51 628 родин. Густота населення становила 491 особа/км². Було 92115 помешкань (220/км²).
Расовий склад населення:
| - 56,6 % — чорних або афроамериканців - 37,3 % — білих - 2,2 % — азіатів - 0,2 % — корінних американців - 0,1 % — вихідців з тихоокеанських островів - 2,2 % — осіб інших рас |

До двох чи більше рас належало 1,3 %. Частка іспаномовних становила 3,9 % від усіх жителів.
За віковим діапазоном населення розподілялося таким чином: 24,9 % — особи молодші 18 років, 63,3 % — особи у віці 18—64 років, 11,8 % — особи у віці 65 років та старші. Медіана віку мешканця становила 34,0 року. На 100 осіб жіночої статі у місті припадало 88,6 чоловіків; на 100 жінок у віці від 18 років та старших — 84,5 чоловіків також старших 18 років.
Середній дохід на одне домашнє господарство становив 60 216 доларів США (медіана — 42 927), а середній дохід на одну сім'ю — 71 193 долари (медіана — 53 365). Медіана доходів становила 42 841 долар для чоловіків та 33 828 доларів для жінок. За межею бідності перебувало 24,1 % осіб, у тому числі 35,3 % дітей у віці до 18 років та 10,4 % осіб у віці 65 років та старших.
Цивільне працевлаштоване населення становило 87 529 осіб. Основні галузі зайнятості: освіта, охорона здоров'я та соціальна допомога — 21,7 %, роздрібна торгівля — 12,2 %, публічна адміністрація — 11,9 %.

## Економіка
Машинобудівна, харчова, бавовняна промисловість. Торговий центр. Великий залізничний вузол (депо, виробництво локомотивів та вагонів). Індустріальний комплекс в Іст-Монтгомері. У передмісті база ВПС «Максвелл». П'ять великих коледжів, у тому числі університет штату Алабама (Alabama State University). Впливова газета «Монтгомері Адвертайзер». 14 театрів, балет.

## Культура
У місті зосереджена величезна кількість музеїв. Старовинні будівлі Монтгомері, у тому числі і його Капітолій, представляють для туристів великий архітектурний інтерес. Великою популярністю користуються тутешні будинок-музей, присвячений життю і творчості відомого американського письменника Ф. С. Фіцджеральда, а також «Museum of Fine Arts» — музей мистецтва.

## Уродженці
- Діксі Біб-Ґрейвз (1882—1965) — американська політична діячка.

## Міста побратими
- Неї-Плезанс
- П'єтразанта